# Der Filou (1985)
Der Filou ist ein französischer Liebesfilm von Édouard Molinaro aus dem Jahr 1985.

## Handlung
Jurist Marc ist erfolgreich im Beruf und bei den Frauen. Seine zahlreichen Affären führen zum Ende seiner achtjährigen Ehe mit Jeanne. Marc leidet unter der Trennung, die er mit seinen Freunden und weiteren Affären zu vergessen versucht. Beruflich könnte es für ihn in einer besonderen Richtung weitergehen; sein früherer Kommilitone Didi ist Justizminister in Ruanda geworden und würde ihn gerne für mindestens ein Jahr als juristischen Berater einstellen. Marc lehnt eine Arbeit in Afrika gegenüber seinem Chef Ravignac zunächst ab. Jeanne findet unterdessen in dem deutlich älteren Antoine einen neuen Geliebten und Marc akzeptiert die Beziehung.
Ravignac bittet ihn kurz darauf, eine Bekannte vom Flughafen abzuholen und ihr den Tag über Gesellschaft zu leisten, würde sie am Abend doch nach Paris weiterreisen. Die junge Dame lehnt es zunächst ab, von Marc Gesellschaft zu erhalten, der sich sehr ungeschickt verhält. Nach einer Entschuldigung sprechen sich beide bei einem Essen aus. Es stellt sich heraus, dass Samantha ein Callgirl ist. Marc bezahlt sie für eine Nacht, kann jedoch den ganzen Tag über kein freies Hotel finden. Am Abend verabschiedet er sie am Flughafen, überlässt ihr jedoch den bereits am Morgen ausgestellten Scheck. Sie ruft ihn später an und beide treffen sich und schlafen miteinander. Zwar spüren beide, dass ihre Beziehung über die einer Prostituierten zu einem Freier hinausgeht, doch lehnt es Samantha ab, bei Marc zu wohnen. Der kehrt allein nach Hause zurück. Marc entscheidet sich nun, die Stelle in Ruanda anzunehmen. Samantha macht Marc wiederum kurz darauf klar, dass sie ihn liebt, und beide ziehen in Marcs ehemalige Wohnung. Hier treffen von einer Reise kommend auch Jeanne und Antoine ein. Beide Paare leben gemeinsam in der Wohnung, machen Ausflüge zusammen und werden enge Freunde. Marc wiederum entscheidet sich gegen Ruanda.
Eines Tages erhält Samantha, die seit ihrer Beziehung zu Marc nicht mehr als Prostituierte arbeitet, einen Anruf ihres früheren Freiers Carl. Sie trifft sich mit ihm und macht ihm klar, dass sie an einer Beziehung mit ihm kein Interesse hat. Freunde von Marc sehen beide im Gespräch vor einem Hotel und vermuten, dass Samantha heimlich wieder arbeitet. Sie berichten Marc davon, der enttäuscht ist. Als er Samantha deutlich macht, dass er glaubt, dass sie sich nie ändern können wird, zieht sie empört aus. Antoine und Jeanne erfahren erst jetzt, dass Samantha eine ehemalige Prostituierte ist, sehen jedoch wie Marcs Großmutter vor allem den sehr sympathischen Menschen Samantha und bedauern die Trennung der beiden. Marc feiert seinen 30. Geburtstag. Er leidet unter der Trennung von Samantha und findet bei Jeanne Trost, die ihm ein Geschenk übergibt. Am Ende schlafen beide miteinander. Antoine, der sie am Abend engumschlungen schlafend vorfindet, zieht seine Konsequenz und aus der Wohnung aus. Jeanne ist am Boden zerstört. Zwar kommt sie wieder mit Marc zusammen, verlässt ihn am Ende jedoch, als er erneut Affären mit anderen Frauen beginnt. Marc sucht sie nicht, weil er weiß, dass Antoine in Wirklichkeit der Richtige für Jeanne ist. Er sucht ihn auf. Er hat sich nun erneut für Ruanda entschieden und wird in wenigen Tagen abreisen. Antoine wiederum gesteht, dass die schönste Zeit für ihn die war, als beide Paare einträchtig miteinander in der Wohnung lebten. Er will, dass alles wieder so wird wie zu dieser Zeit. Er passt Samantha ab und bittet sie, Marc noch eine Chance zu geben. Er sagt ihr zudem, dass er gerne Jeanne wiederfinden würde. Es stellt sich heraus, dass Jeanne die ganze Zeit bei Samantha untergekommen war. Marc checkt am Flughafen ein, als plötzlich Samantha erscheint. Spontan lässt er seine Reisepläne fallen und eilt zu ihr. Als sie sich umarmen und küssen, kommen auch Antoine und Jeanne zu ihnen und Marc lacht überrascht.

## Produktion
Der Filou wurde 1984 in Aix-en-Provence, Doëlan und Paris gedreht. Die Flughafenszenen des Films entstanden am Flughafen in Lorient. Der Film kam am 27. Februar 1985 in die französischen Kinos. In Deutschland wurde er zuerst im Fernsehen gezeigt, am 20. Januar 2000 auf ProSieben. Im April 2009 kam er auf DVD heraus.
Der Titelsong Que la vie me pardonne wurde von Daniel Auteuil gesungen und erreichte Platz 35 der französischen Charts.

## Synchronisation
| Rolle           | Darsteller           | Synchronsprecher   |
| --------------- | -------------------- | ------------------ |
| Marc Delmas     | Daniel Auteuil       | Stefan Gossler     |
| Samantha Page   | Emmanuelle Béart     | Bianca Krahl       |
| Jeanne Delmas   | Sophie Barjac        | Ulrike Stürzbecher |
| Antoine Garnier | Jean-Pierre Marielle | Manfred Wagner     |
| Carl            | Mathieu Carrière     | Bernd Vollbrecht   |
| François        | Maka Kotto           | Tilo Schmitz       |
| Georges         | Roger Dumas          | Freimut Götsch     |
| Jacques         | Jean-Michel Dupuis   | Michael Tietz      |
| Josyane         | Marie-Anne Chazel    | Melanie Hinze      |
| Ravignac        | Daniel Ceccaldi      | Gerhard Paul       |
| Mario           | Claude Villers       | Rainer Büttner     |

## Kritik
Der Filmdienst nannte Der Filou eine „turbulente Komödie im Boulevardstil“. „Ironisch-bitteres Beziehungslustspiel“, konstatierte Cinema, und auch Prisma nannte Der Filou ein „ironische[s] Porträt einer Viererbeziehung, die durch das Auftauchen einer fünften Person aus dem Gleichgewicht gerät.“

## Auszeichnungen
Für ihre Rolle der Samantha erhielt Emmanuelle Béart 1986 eine César-Nominierung in der Kategorie Beste Nachwuchsdarstellerin.